# 今村武雄
今村 武雄（いまむら たけお、1904年8月2日 - 1993年8月6日）は、日本のジャーナリスト、経済学者。
東京生まれ。1929年慶應義塾大学経済学部卒。報知新聞社に入り、日本経済新聞で論説委員、東京商工会議所理事、慶大新聞研究所教授、1970年定年、奥州大学教授、富士大学教授。女子学院理事長。

## 著書
- 地代学説の発展 三田同学会出版部, 1931 三田同学会モノグラフ 全国書誌番号:44044816、NCID BA39669152。
- 列強の経済体制 ダイヤモンド社, 1940 全国書誌番号:46070663、NCID BA30995849。
- 中小商工業の再編成 同盟通信社, 1942 同盟戦時特輯 全国書誌番号:44025154、NCID BB22172000。
- 評伝高橋是清 時事通信社, 1948。全国書誌番号:48000626、NCID BN03292407。 新装版：同「三代宰相列伝」、「日本宰相列伝」1985
- 池田成彬伝 慶応通信, 1962 全国書誌番号:62009322、NCID BN06414056。
- 巷談・戦後経済二十年史 編. 荒地出版社, 1964 全国書誌番号:64010103、NCID BN06014331。
- 昭和大蔵省外史. 下巻 昭和大蔵省外史刊行会, 1968 全国書誌番号:72000290、NCID BN02132008。
- 小泉信三伝 文藝春秋, 1983.11 全国書誌番号:84033316、NCID BN00407670／文春文庫, 1987.12[2]
- 植村環先生の時代 編. 今村武雄, 1987.4 全国書誌番号:87039999、NCID BN09245862。

## 参考
- 「巷談・戦後経済二十年史」著者略歴